# Charles-Édouard D'Astous
Pour les articles homonymes, voir D'Astous.
Charles-Édouard D'Astous, également épelé Charle-Édouard D'Astous (né le 21 avril 1998 à Rimouski dans la province de Québec au Canada) est un joueur professionnel canadien de hockey sur glace qui évolue au poste de défenseur. Depuis 2022, il joue pour l’équipe de KooKoo en Liiga, l'élite finlandaise.

## Biographie

### Carrière junior
Un natif de Rimouski au Québec, Charles-Édouard D'Astous est sélectionné en 2015 par le club local de l'Océanic au quatrième tour du repêchage d'entrée dans la Ligue de hockey junior majeur du Québec (LHJMQ). À partir de sa seconde saison en hockey junior majeur, il s'établit comme le meilleur pointeur parmi les défenseurs de son équipe,,. Durant l'été 2017, il est invité par les Blues de Saint-Louis de la Ligue nationale de hockey (LNH) pour leur camp d'entraînement des recrues,. En 2017-2018, il devient l'un des capitaines-assistants de l'Océanic et est nommé dans la seconde équipe d'étoiles de la ligue. Il prend de nouveau part à un camp d'entraînement des recrues en LNH durant l'été, cette fois celui des Sénateurs d'Ottawa.
Pour la saison 2018-2019, il est choisi comme capitaine principal par ses coéquipiers. Il mène l'Océanic en demi-finales des séries où ils s'inclinent faces aux Huskies de Rouyn-Noranda. Avec 66 points, D'Astous termine meilleur marqueur parmi les défenseurs de la ligue. Il reçoit le trophée Émile-Bouchard du meilleur défenseur ainsi qu'une mention dans la première équipe d'étoiles qui comprend également son coéquipier Alexis Lafrenière. Impliqué dans la vie communautaire de Rimouski, il est récompensé par la LHJMQ et la Ligue canadienne de hockey pour ses efforts en dehors de la glace,.

### Carrière professionnelle
À peine sa dernière saison junior terminée, D'Astous devient professionnel avec les Griffins de Grand Rapids de la Ligue américaine de hockey (LAH), signant en avril 2019 un contrat à deux volets d'une durée de deux ans. Pour la troisième année consécutive, il prend part à un camp d'entraînement des recrues en LNH, invité par les Red Wings de Détroit, le club-parent des Griffins. Une fois la saison commencée, il passe l'essentiel de l'année avec le Walleye de Toledo, l'équipe affiliée aux Griffins en ECHL, n'apparaisant en LAH que pour trois rencontres, avant que la saison soit annulée en mars 2020 en raison de la pandémie de Covid-19. Durant l'exercice 2020-2021, de nouveau écourté par la pandémie, D'Astous dispute 14 parties avec Grand Rapids.
En août 2021, D'Astous signe avec les Eagles du Colorado de la LAH, mais est assigné aux Grizzlies de l'Utah de l'ECHL pour la majorité de la saison. Cherchant à prouver qu'il mérite sa place en LAH, il s'établit comme l'un des meilleurs défenseurs du circuit ECHL. En janvier 2022, il est choisi pour représenter l'Utah au match des étoiles de la ligue. Durant les séries éliminatoires, D'Astous se montre particulièrement efficace devant les cages adverses. Avec 19 réalisations, il bat le record de buts inscrits en séries sur une saison en ECHL, établi par Blaine Moore en 1995 et égalé par Jean-François Boutin en 2000,. Bien que deuxième meilleur pointeur à égalité avec son coéquipier Benjamin Tardif, il ne peut empêcher les Grizzlies d'être éliminés en demi-finales par son ancienne équipe de Toledo. Pour ses efforts durant la saison, il est désigné meilleur défenseur de l'année par la ligue et est nommé dans la première équipe d'étoiles de la saison.
Durant l'été 2022, D'Astous décide de poursuivre sa carrière en Europe et signe un contrat d'un an avec une option pour une année supplémentaire avec le KooKoo Kouvola de la Liiga, l'élite finlandaise.

## Statistiques
| Saison    | Équipe                   | Ligue |    | Saison régulière | Saison régulière | Saison régulière | Saison régulière | Saison régulière |    | Séries éliminatoires | Séries éliminatoires | Séries éliminatoires | Séries éliminatoires | Séries éliminatoires |
| Saison    | Équipe                   | Ligue | PJ | B                | A                | Pts              | Pun              | PJ               | B  | A                    | Pts                  | Pun                  |                      |                      |
| 2015-2016 | Océanic de Rimouski      | LHJMQ | 63 | 4                | 15               | 19               | 64               | 4                | 0  | 0                    | 0                    | 6                    |                      |                      |
| 2016-2017 | Océanic de Rimouski      | LHJMQ | 67 | 13               | 27               | 40               | 40               | 4                | 0  | 0                    | 0                    | 2                    |                      |                      |
| 2017-2018 | Océanic de Rimouski      | LHJMQ | 59 | 18               | 38               | 56               | 96               | 7                | 1  | 7                    | 8                    | 12                   |                      |                      |
| 2018-2019 | Océanic de Rimouski      | LHJMQ | 55 | 14               | 52               | 66               | 68               | 13               | 1  | 14                   | 15                   | 12                   |                      |                      |
| 2019-2020 | Griffins de Grand Rapids | LAH   | 3  | 1                | 0                | 1                | 0                | -                | -  | -                    | -                    | -                    |                      |                      |
| 2019-2020 | Walleye de Toledo        | ECHL  | 46 | 3                | 19               | 22               | 50               | -                | -  | -                    | -                    | -                    |                      |                      |
| 2020-2021 | Griffins de Grand Rapids | LAH   | 14 | 0                | 4                | 4                | 8                | -                | -  | -                    | -                    | -                    |                      |                      |
| 2021-2022 | Eagles du Colorado       | LAH   | 6  | 1                | 0                | 1                | 14               | -                | -  | -                    | -                    | -                    |                      |                      |
| 2021-2022 | Grizzlies de l'Utah      | ECHL  | 52 | 26               | 31               | 57               | 87               | 18               | 19 | 11                   | 30                   | 44                   |                      |                      |
| 2022-2023 | KooKoo Kouvola           | Liiga | 56 | 7                | 16               | 23               | 63               | 7                | 2  | 1                    | 3                    | 29                   |                      |                      |
| 2023-2024 | KooKoo Kouvola           | Liiga | 54 | 17               | 29               | 46               | 42               | -                | -  | -                    | -                    | -                    |                      |                      |
| 2024-2025 | Brynäs IF                | SHL   | 49 | 12               | 27               | 39               | 67               | 17               | 4  | 4                    | 8                    | 38                   |                      |                      |

## Trophées et honneurs personnels
- 2017-2018 : seconde équipe d'étoiles de la LHJMQ
- 2018-2019 :
  - trophée Émile-Bouchard du meilleur défenseur de la LHJMQ
  - joueur humanitaire de l'année de la LHJMQ
  - première équipe d'étoiles de la LHJMQ
  - plus grande contribution pour la communauté de la Ligue canadienne de hockey
- 2021-2022 :
  - défenseur de l'année de l'ECHL
  - première équipe d'étoiles de l'ECHL
  - match des étoiles de l'ECHL